# Limey

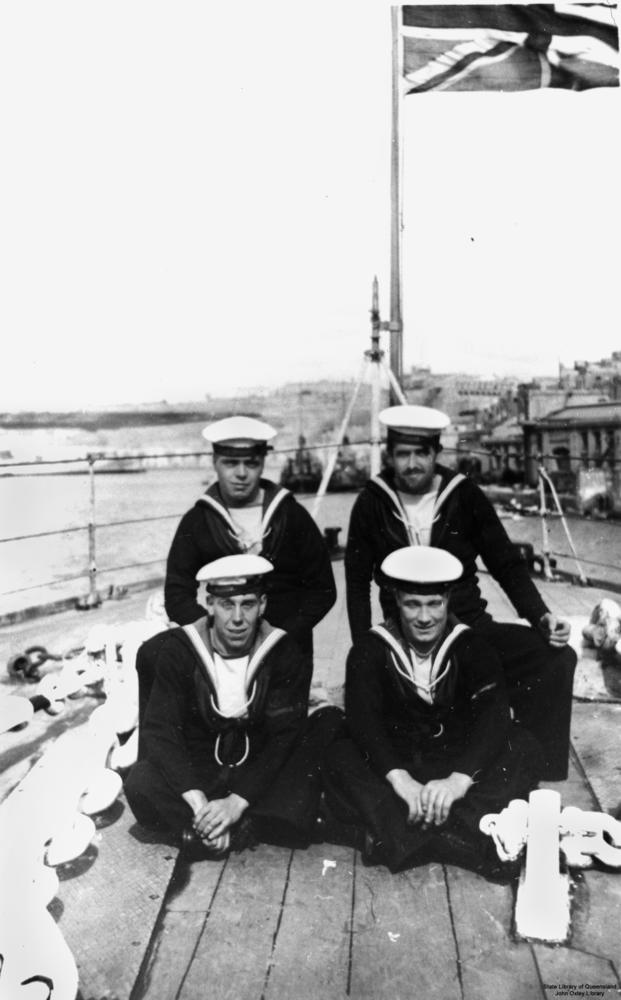
Vier Matrosen der Dragon, ca. 1920

Der Spitzname Limey bezeichnet zum einen Matrosen der britischen Kriegs- und Handelsmarine, zum anderen als Ethnophaulismus „die Briten“ oder auch „die Engländer“ im Allgemeinen.

## Etymologie
Der Begriff geht auf die Anordnung der britischen Admiralität von 1795 zurück, täglich eine Ration Zitronensaft an die Besatzung von Schiffen der Royal Navy auszuteilen. Diese Maßnahme sollte dem Ausbruch von Skorbut vorbeugen und wurde in der Folge auch in der britischen Handelsmarine beherzigt. Im 19. Jahrhundert kam statt Zitronen- zumeist Limettensaft (englisch lime juice) zum Einsatz, wiewohl Limetten deutlich weniger Vitamin C enthalten als Zitronen und daher als Skorbut-Prophylaktikum auch weniger effektiv sind. 1844 wurden Schiffseigner mit dem Erlass des Merchant Seamen's Act per Gesetz dazu verpflichtet, auf allen Fahrten nach Übersee stets Zitronen- oder Limettensaft mitzuführen und diesen spätestens dann täglich auszugeben, wenn in der Mannschaftsmesse länger als 10 Tage Eingesalzenes statt frischem Proviant aufgetischt werden sollte. Der Wortlaut der Bestimmung (7 & 8 Vict. c. 112 s. 18) lautet:

„And be it enacted, That every Ship navigating between the United Kingdom and any Place out of the same shall have and keep constantly on board a sufficient Supply of Medicines and Medicaments suitable to Accidents and Diseases arising on Sea Voyages, in accordance with the Scale which shall from Time to Time or at any Time be issued by the Lord High Admiral, or by the Commissioners for executing the Office of Lord High Admiral, and published in the London Gazette; and every Ship (except those bound to European Ports or to Ports in the Mediterranean Sea) shall also have on board a sufficient Quantity of Lime or Lemon Juice, Sugar, and Vinegar, the Lime or Lemon Juice, Sugar, and Vinegar to be served out to the Crew whenever they shall have been consuming salt Provisions for Ten Days; the Lime or Lemon Juice and Sugar daily, after the Rate of Half an Ounce each per Day, and the Vinegar weekly, at the Rate of Half a Pint per Week to each Person, so long as the Consumption of salt Provisions be continued; and in case any Default shall be made in providing and keeping such Medicines, Medicaments, and Lime or Lemon Juice, Sugar, and Vinegar, the Owner of the Ship shall incur a Penalty of Twenty Pounds for each and every Default; and in case of Default of serving out such Lime or Lemon Juice, Sugar, or Vinegar as aforesaid, the Master shall incur a Penalty of Five Pounds for each and every Default.“

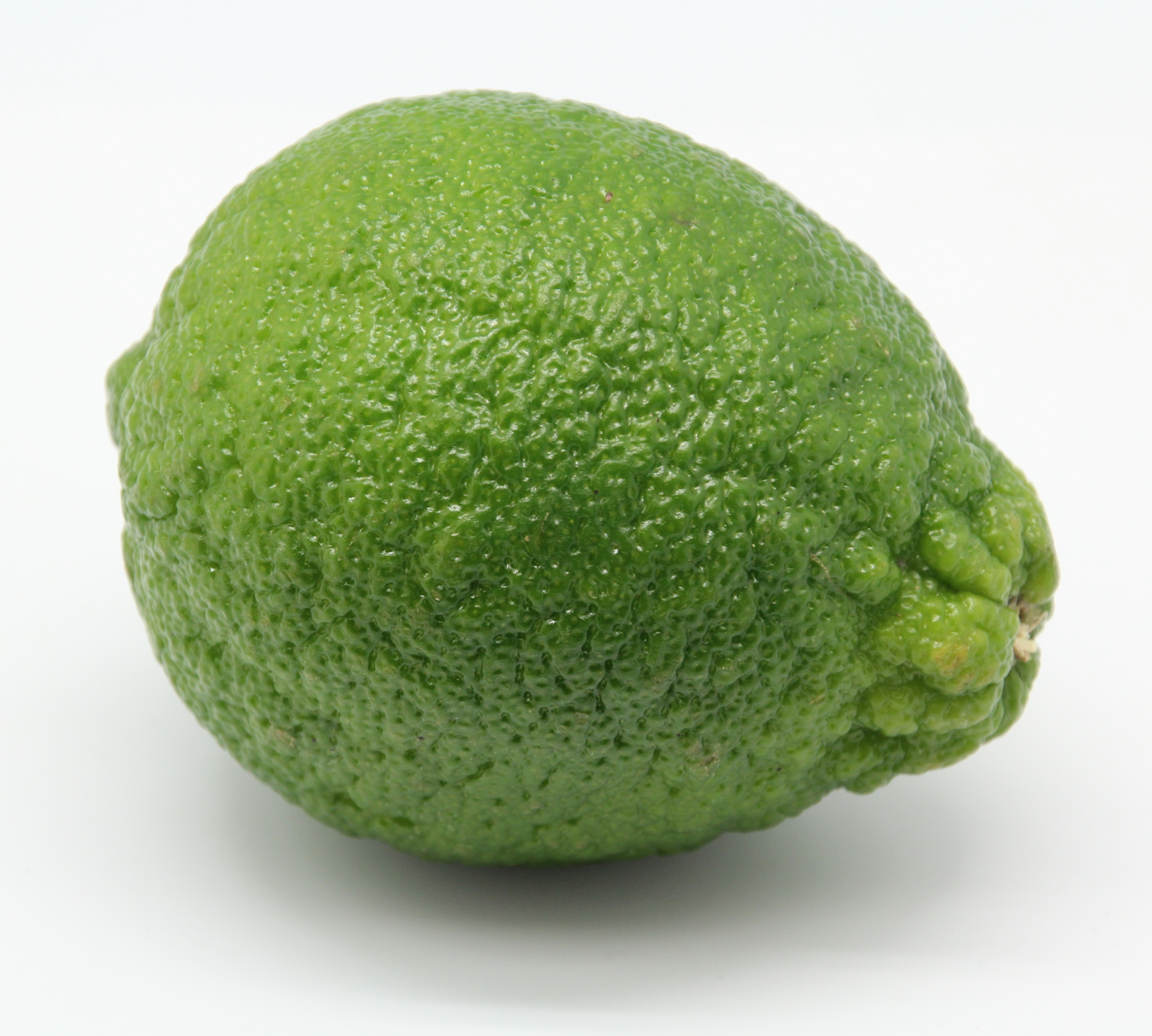
Eine Westindische Limette (Citrus × aurantiifolia)

Da nicht wenige Schiffseigner ihre Pflichten vernachlässigten und Matrosen häufig verwässerter oder gepanschter Limettensaft vorgesetzt wurde, wurden die einschlägigen Vorschriften mit dem Inkrafttreten des Merchant Shipping Act 1867 noch verschärft; fortan wurden die Saftvorräte ein- und ausfahrender Schiffe in jedem Zollhafen des British Empire von einer eigens dazu ernannten Amtsperson, dem Inspector of Lime Juice, inspiziert.
Spätestens zur Zeit des Ersten Weltkriegs bezeichneten die Seeleute anderer Nationen – insbesondere Matrosen der verbündeten US Navy und der amerikanischen Handelsflotte – Schiffe, die unter britischer Flagge fuhren bzw. deren Besatzung daher gerne als lime-juicers oder kurz limeys. Aus der Seemannsprache sickerte das Wort wenig später in die allgemeine amerikanische Umgangssprache ein und wandelte sich hier im Laufe der Zeit zu einer leicht spöttischen Bezeichnung für „die Briten“ bzw. „die Engländer“ im Allgemeinen. Sowohl in der engeren wie in der erweiterten Bedeutung begegnet das Wort seither neben „Tommy“ (ursprünglich ein Spitzname für Fußsoldaten des Britischen Heeres) auch im Deutschen. Jüngeren Datums ist das ungleich derbere deutsche Schmähwort „Inselaffe“.
Im Sinne von „Brite, Engländer“, oder vielmehr im Sinne von „britischer/englischer Siedler; Neuankömmling aus dem Mutterland“, aber jedenfalls ohne seemännische Konnotation, wurde Limey zuvor schon im australischen, im neuseeländischen sowie im südafrikanischen Englisch gebraucht, also in den neben Kanada wichtigsten Siedlungskolonien des Britischen Weltreichs. In Australien war Limey ist diesem Sinne ausweislich OED spätestens 1888 gebräuchlich, lime-juicer im Sinne von „Neuankömmling“ ist ebenhier bereits für 1859 gebucht. Just zu der Zeit, da sich Limey im amerikanischen Englisch als Bezeichnung für Briten etablierte, geriet das Wort indes in Australien und Neuseeland zusehends außer Gebrauch. An seiner statt setzte sich hier der Ausdruck „Pommy“ (oft verkürzt zu „Pom“) behufs Schmähung der Briten durch; auch er geht auf ein Obst zurück, nämlich auf den Granatapfel (englisch pomegrenate).